# Човен Хеопса

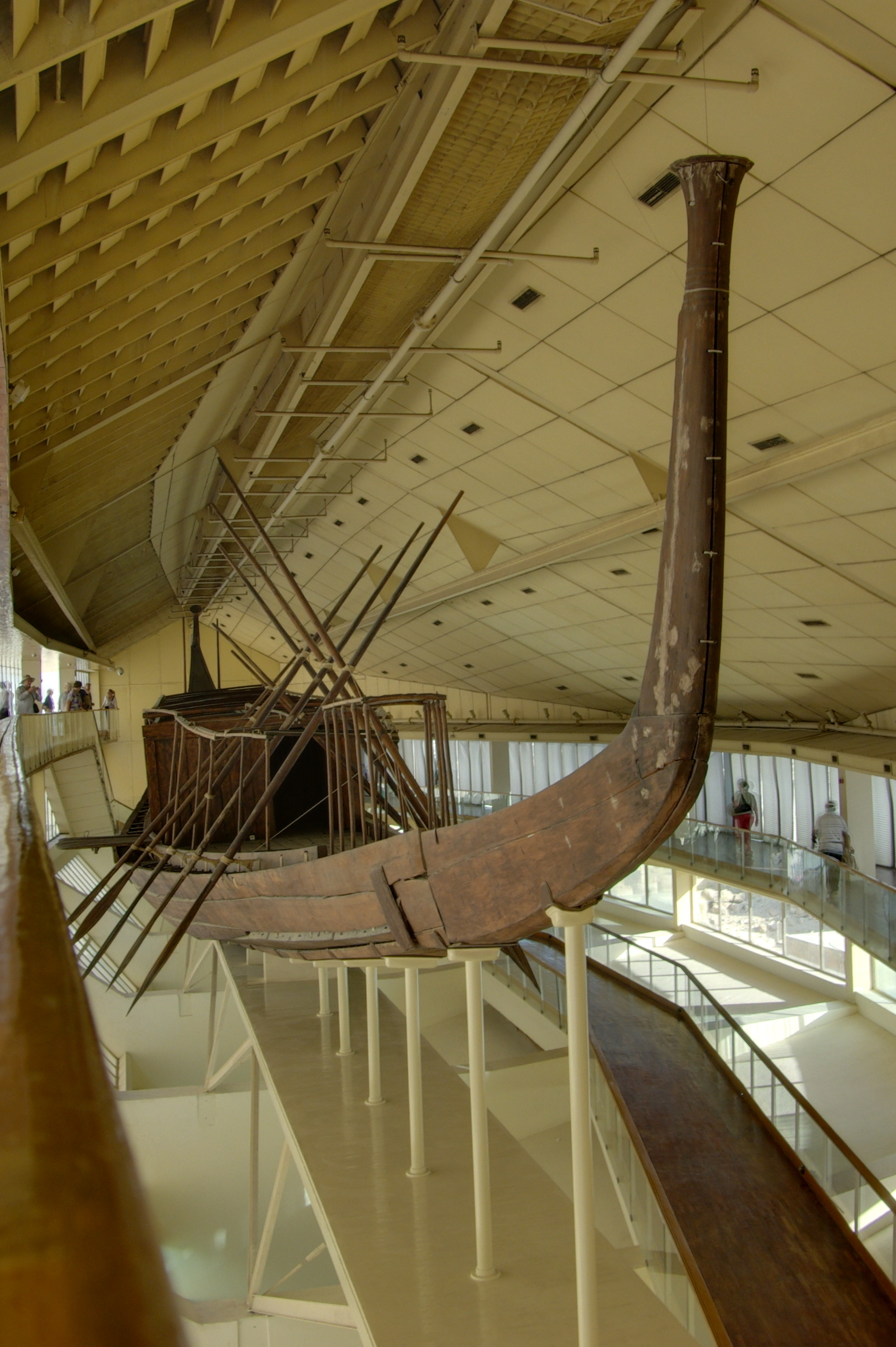
Сонячний човен Хеопса

Човен Хеопса — давньоєгипетське гребне дерев'яне судно завдовжки 43,6 м з часів Стародавнього царства. Судно належить до типу «зшитих» човнів і було зроблене з ліванського кедру без жодного цвяха. Як поховальний корабель було запечатане в тайнику неподалік від піраміди Хеопса близько 2550 року до н. е.

## Відкриття
Судно було виявлене в 1954 році єгипетським археологом Камель ель-Маллаком на південь від піраміди Хеопса. Воно складалось з понад 1200 частинок, які були складені у правильному порядку в підземній камері, герметично закритій блоками вапняку. Після закінчення реставраційних робіт у 1982 році човен був виставлений для огляду в спеціально побудованому музеї поблизу піраміди.

## Призначення

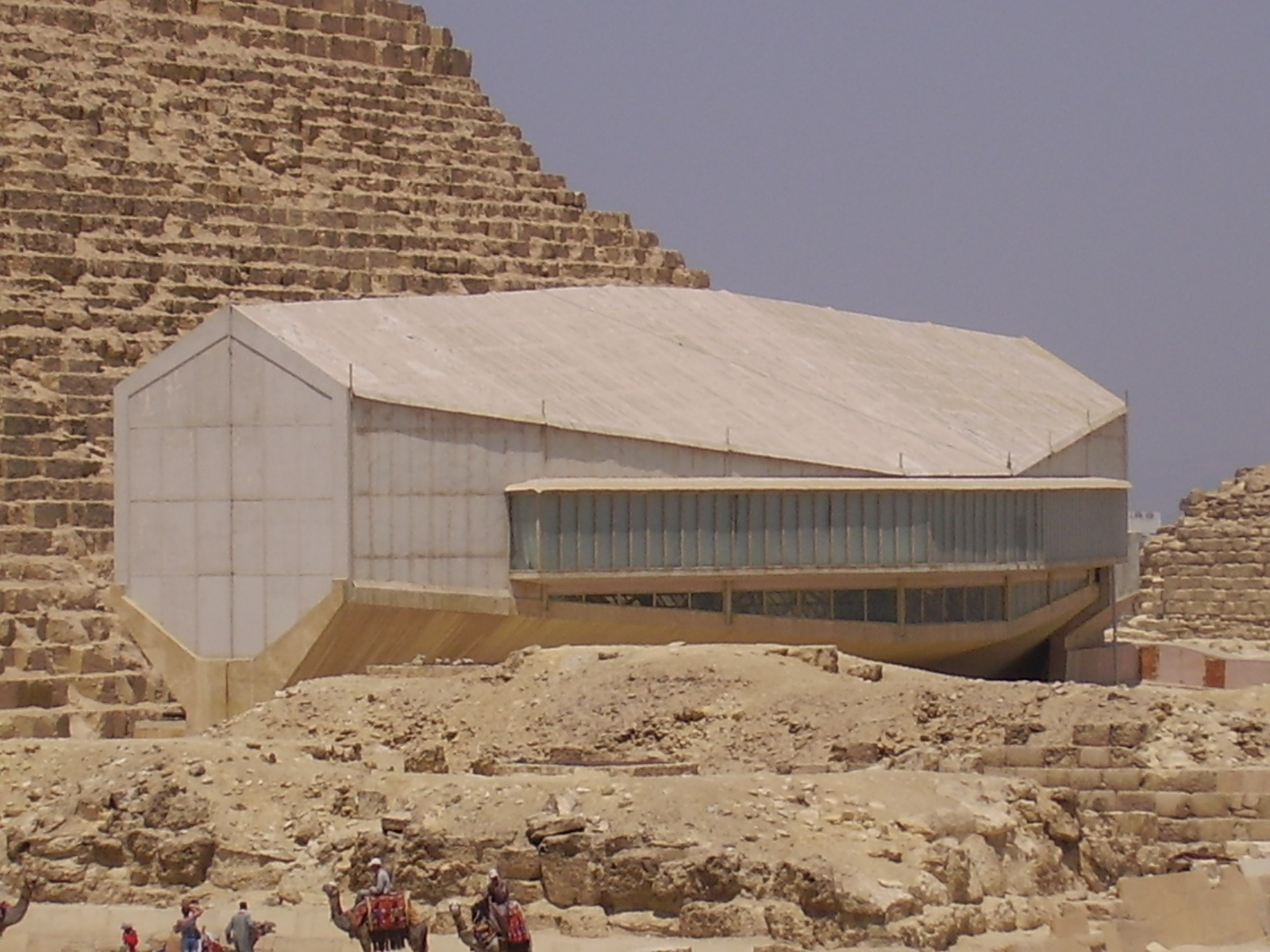
Музей в некрополі Гізи, де зберігається Човен Хеопса

Єгипетські церемоніальні човні відомі ще з часів Першої династії (~2900 рік до н. е.). В 1991 році в Абідосі було виявлено 14 церемоніальних Абідоських човнів, похованих в зібраному стані в 2 км. від раннього царського некрополя Умм Ель-Кааб з гробницями додинастичних правителів і фараонів I—II династій. 
Історія та призначення човна Хеопса точно не відомі. Човен подібний до так званих «сонячних човнів» — ритуальних суден, на яких воскреслий фараон разом з богом сонця Ра мав пливти по небу. Однак на човні було знайдено певні ознаки використання у воді, тож можливо, що корабель був або поховальним човном, яким забальзамоване тіло фараона перевозили з Мемфіса до Гізи, або навіть сам Хуфу використовував його як «паломницький корабель» для відвідування храмів уздовж нільських берегів.